# Diesenhof
Diesenhof oder ursprünglich Helmsricht ist ein amtlich benannter Ortsteil der Stadt Velburg im Landkreis Neumarkt in der Oberpfalz in Bayern.

## Geographische Lage
Der Weiler liegt ca. 2,5 km nordöstlich der Kernstadt Velburgs im Oberpfälzer Jura der Frankischen Alb auf ca. 520 m ü. NHN in einer Senke zwischen den Erhebungen Osterberg (625 m ü. NHN) der Colomanner Höhe im Südosten, dem Kohlberg (607 m ü. NHN) im Südwesten, dem Ratzenberg (602 m ü. NHN) im Nordwesten, dem Kurzberg (609 m ü. NHN) im Nordosten und dem Bockenberg (620 m ü. NHN) im Osten.

## Verkehr
Die Ansiedelung liegt an einer Ortsverbindungsstraße, die südlich von Diesenhof von der Kreisstraße NM 36 abzweigt und nach Diesenhof in nordöstlicher Richtung nach Neudiesenhof an der Grenze des Truppenübungsplatzes Hohenfels führt.

## Geschichte
1277 ist der Ort mit der Nennung einer Künegund als Ehefrau des Herman von Helmsricht in einer Mitteilung des Heinrich von Parsberg an seinen Herren Ulrich von Abensberg erstmals urkundlich erwähnt. 1538 ist in einem Kaufbrief des Pfalzgrafen Philipp über den Sitz Batzhausen Helmsricht genannt. Im Salbuch der Herrschaft Helfenberg von 1622 ist Diesenhof mit einem Anwesen verzeichnet; die Fraisch war allerdings mit dem Pflegamt Velburg strittig. Spätestens seit dem 18. Jahrhundert konnte sich das Amt Velburg in der Frage der Gerichtsbarkeit durchsetzen. Am Ende des Alten Reiches, um 1800, bestand Diesenhof, hochgerichtlich unter dem Pflegamt Velburg stehend, nach Hofteilungen aus drei Anwesen: Auf zwei Halbhöfen saßen Märckhls Witwe und Arnsperger/Ehrensberger, das dritte Anwesen war nur ein „Häusl“.
Im Königreich Bayern (1806) wurden nach einer Verordnung vom 13. Mai 1808 Steuerdistrikte gebildet, darunter der Steuerdistrikt Sankt Wolfgang im Landgericht Parsberg, dem die Ortschaften Sankt Wolfgang, Sankt Colomann, Diesenhof/Helmsricht, Richterhof/Grünthal und Sommertshof zugeteilt waren. Mit dem zweiten Gemeindeedikt von 1818 entstand daraus die Ruralgemeinde Sankt Wolfgang, aber bereits 1830 wurde diese Gemeinde mit der Gemeinde Reichertswinn vereinigt. Die Kinder gingen zur Schule in den Pfarrort Pielenhofen im Bistum Regensburg.
Im Zuge der Gebietsreform in Bayern wurde die Gemeinde Reichertswinn und damit auch Diesenhof am 1. April 1971 nach Velburg eingemeindet.

### Einwohnerzahlen
Diesenhof (Helmsricht) hatte
- 1838 28 Einwohner, 4 Häuser,[7]
- 1867 19 Einwohner, 8 Gebäude,[8]
- 1871 19 Einwohner, 7 Gebäude, im Jahr 1873 einen Großviehbestand von 28 Stück Rindvieh,[9]
- 1900 30 Einwohner, 4 Wohngebäude,[10]
- 1925 23 Einwohner, 4 Wohngebäude,[11]
- 1950 23 Einwohner, 4 Wohngebäude,[12]
- 1987 13 Einwohner, 3 Wohngebäude, 3 Wohnungen.[13]

Heute besteht Diesenhof aus 8 Anwesen.